# Socavones
Socavones es una localidad argentina ubicada en el Departamento Santa María, provincia de Córdoba. Se encuentra sobre la ruta provincial U102, en el límite con el Departamento Capital, 16 km al sur del centro de la ciudad de Córdoba. 
En las cercanías se halla la planta potabilizadora de la empresa Aguas Cordobesas.

## Población
Cuenta con 263 habitantes (Indec, 2010), lo que representa un incremento del 1% frente a los 259 habitantes (Indec, 2001) del censo anterior.
| Gráfica de evolución demográfica de Socavones entre 1991 y 2010 |
|                                                                 |
| Fuente: Censos nacionales del INDEC                             |

- Datos: Q6130699